# Långstreckat gräsmott
Långstreckat gräsmott (Agriphila latistria) är en fjärilsart som först beskrevs av Adrian Hardy Haworth 1811.  Långstreckat gräsmott ingår i släktet Agriphila, och familjen mott. Arten är reproducerande i Sverige.

## Bildgalleri

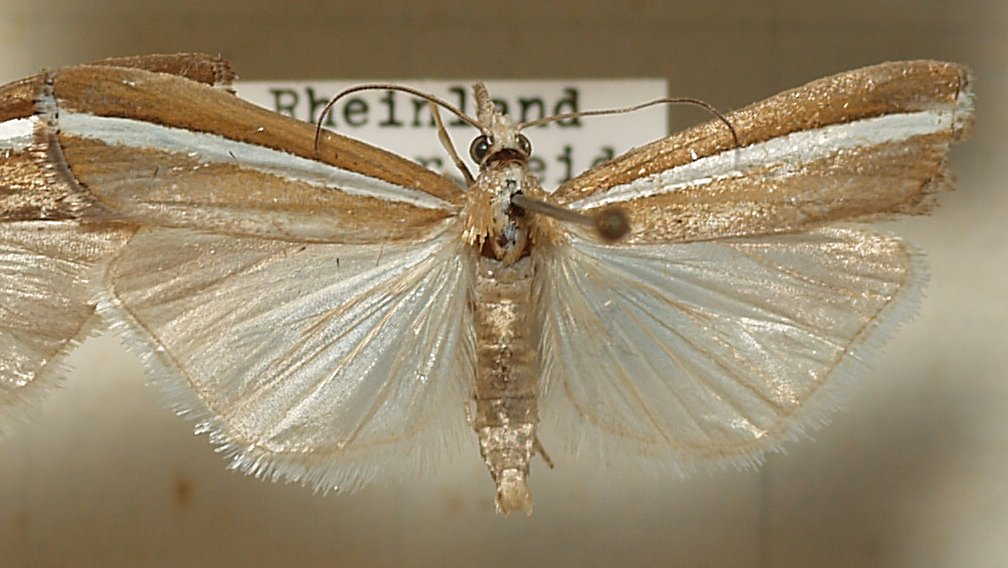